# مرادة
مرادة هي واحة في ليبيا تبعد حوالي 120 كم جنوب العقيلة. تمتاز بكثرة أشجار النخيل وكذلك بكثرة المياة الجوفية بها.
لا يفضل المسافرون إليها طريق العقيلة - مرادة لحالته السيئة، ويفضلون بدلاً من ذلك طرق أكثر طولاً.
واحة مراده تقع على منخفض يسمى بها (منخفض مراده) شرق واحة زلة بمسافة ( 225 كيلو متر) وغرب واحة جالو وجنوب مدينة العقيلة بمسافة 120 كيلو متر. ويعتقد أن معنى كلمة مراده (المحبوبة أو هدف الذي يراد له أن يتحقق وأمل يبتغى ويسعى إليه ). وبها أعداد كبيرة من أشجار النخيل ومن عيون الماء الطبيعية حيث يتدفق المــاء من حوالي 35 عين طبيعية مثل عين حقانه وعين المالحة وعين لأهمل وعين العريق وعين القطرة وعين الجرم.